# Balūţ Bangān
Balūţ Bangān (persiska: بلوط بنگان, بَلوت بَنگان, بَلوط بِنگان) är en ort i Iran.   Den ligger i provinsen Kohgiluyeh och Buyer Ahmad, i den centrala delen av landet, 500 km söder om huvudstaden Teheran. Balūţ Bangān ligger 843 meter över havet och antalet invånare är 222.
Terrängen runt Balūţ Bangān är varierad. Runt Balūţ Bangān är det ganska glesbefolkat, med 47 invånare per kvadratkilometer. Närmaste större samhälle är Dehdasht, 15,6 km öster om Balūţ Bangān. Omgivningarna runt Balūţ Bangān är i huvudsak ett öppet busklandskap.